# نشانگان پس از فلج اطفال
نشانگان یا سندرم پس از فلج اطفال یا Pps (به انگلیسی: Post-polio syndrome) عبارت است از مجموعه علایمی که چند سال بعد از بیماری فلج اطفال ایجاد می‌گردد. بیماری فلج اطفال یک بیماری مربوط به سیستم نورون حرکتی تحتانی(Lower Motor Neuron)است که نورون‌های حرکتی پیشین نخاع را درگیر می‌کند.اگرچه تحقیقات زیادی در مورد این بیماری به عمل آمده با اینحال بعضی از مشکلات این بیماری قابل توصیف نیست.
فلج اطفال به علت دومین علت شایع فلج پس از سکته مغزی دارای اهمیت است. مکانیسم دقیق این سندرم ناشناخته‌است. سندرم پس از فلج اطفال(PPS)تقریباً در ۲۵ الی ۵۰% افرادی که از بیماری فلج اطفال زنده می‌مانند، اتفاق می‌افتد. به‌طور متوسط PPS پس از۳۰ الی ۳۵ سال از عفونت فلج اطفال ایجاد می‌شود و تأخیر می‌تواند از ۸ سال تا ۷۱ سال متغیر باشد.ضعف و آتروفی ماهیچه‌ای و همچنین درد مفاصل همراه با خستگی پذیری از علایم سندرم پس از فلج اطفال است.

## آسیب‌شناسی
تغییرات آسیب‌شناسی که زمینه مشکلات و عواقب بعدی فلج اطفال هستند، به‌طور ناقص شناخته شده‌است.به هرحال، سه فرایند اصلی در ارتباط با آسیب‌شناسی بیماران پس از فلج اطفال که به صورت مستقل یا با یکدیگر نقش دارند عبارتنداز:
- نقص عملکرد واحد حرکتی
- فعالیت بیش از اندازه عضلانی-اسکلتی
- عدم استفاده عضلانی-اسکلتی

نتیجه مطالعات بالینی و حیوانی مشخص کرده که بین اختلال عضله و موارد زیر رابطه وجود دارد و :
- شدت تمرین
- تعداد واحدهای حرکتی(Motor Unites)
- مدت زمان تمرین

## علل احتمالی
به طورکلی علت علایم پس از فلج اطفال ناشناخته‌است.با این حال بعضی از فرضیه‌هایی که می‌تواند توجیه‌ کننده باشند شامل موارد زیر است:
- فرضیه ای که علت را مربوط به حضور دائمی و پایدار ویروس پولیو یا اجزای ویروسی که به صورت نهفته و غیرفعال باقی‌مانده و سپس در اثر مکانیسم‌های Trigger ناشناخته مجدداً فعال می‌شود می‌داند.
- فرایندهای ایمونولوژیک:با بیوپسی عضله سلول‌های لنفوسیت زیادی مشاهده کردند و ازطرفی در مایع مغزی نخاعی(CSF)بیماران علامت دار باندهای IgG پیدا کردند.
- تغییرات در طناب نخاعی:در نتیجه بررسی نخاع بیماران پس از مرگشان تغییرات ذیل مشاهده شد [۴]
  - رشد غیرطبیعی التهابی نورون
  - کروماتولیز نورونی
  - اجسام کروی آکسونی
- علت تغییرات عصبی-عضلانی در بیماران پولیو، پیری زودرس [۵] است.بین شروع بیماری تا بروز علایم آن فاصله زمانی مشخصی وجود ندارد و این فاصله زمانی در بیماران مختلف متغیر است.
- فرضیه پنجم مطرح می‌کند که علت تغییرات بالینی کار بیش از حد نورون حرکتی(Motor Neuron)است که در نهایت منجر به اختلال عملکرد عصب خواهد شد.مطالعات متعدد نشان می‌دهد "عضلاتی که بیشتر وزن تحمل می‌کنند درگیر می‌شوند به عنوان مثال پاها بیشتر از بازوها درگیر می‌گردند."

## تظاهرات بالینی
مهمترین علایم در بیماران پس از فلج اطفال عبارتنداز:
- خستگی(Fatigue): گرچه خستگی گاهی موضعی است، ولی اغلب تمام بدن را درگیر می‌کند.کارهای روزانه را که قبلاً قادر به انجام آن بودند در این حالت(خستگی)نمی‌توانند انجام دهند.این وضعیت در عصرها تشدید می‌شود.
- درد(Pain):

درد هم در عضلات و هم در مفاصل ایجاد می‌شود.توصیف از درد گاهی سطحی است و ندرتاً همراه با افزایش حس(Hypersensitivity) و کرامپ(Cramp) می‌باشد که این حالت در شب‌ها بیشتر است.غالباً درد عمقی است و توصیفشان از درد مشابه حالتی از درد است که سال‌ها پیش به هنگام بیماری حاد تجربه کرده‌اند.درد عصلانی در این بیماران با فعالیت فیزیکی و همچنین سرما شدیدتر می‌شود.دردهای مفصلی هم با فعالیت فیزیکی خاص به خصوص به هنگام وزن انداختن شدت می‌یابد ولی ندرتاً همراه با تورم(Swelling) و التهاب(Inflammation) هستند.چنین دردهایی با روش‌های محافظه کارانه(Conservative) همچون کاهش فعالیت، حمایت بهتر از مفاصل بی ثبات(Unstable joints) و اصلاح بیومکانیک بدن در طول فعالیت‌های روزانه و همچنین استفاده از داروهای ضدالتهاب تا حد زیادی قابل درمان است.
- ضعف(Weakness):

ضعف هم در عضلاتی که قبلاً درگیر بوده‌اند و هم در عضلاتی که مبتلا نبودند بروز می‌کند اما در عضلاتی که طی بیماری اولیه درگیر شده‌اند واضح تر است.
بیماران فلج اطفال تمایل زیادی برای طبیعی بودن و عملکرد نرمال داشتن در یک سطح بالای غیرمعمول دارند.این مسئله طبیعت گسترده اختلالات حرکتی و همچنین توانایی شگفت انگیز بدن جهت جبران مشکلات را توجیه می‌کند.بیمارانی که یک یا دو پای آن‌ها مبتلا است مشکلاتی در راه رفتن، ایستادن و بالا رفتن از پله‌ها و همچنین سایر فعالیت‌ها دارند.آنهایی که دچارضعف تنفسی هستند به ویژه در شب یا در فعالیت‌های روزمره مشکل خواهند داشت.

## شخصیت بیماران
افراد مبتلا به فلج اطفال در بسیاری از زمینه‌ها در سطوح بالای عملکردی قرار دارند.برای مثال این افراد قادرند چهار برابر افراد معلول به صورت تمام وقت کار کنند، آن‌ها در مقایسه با افراد سالم از میزان سال‌های آموزش رسمی بیشتری برخوردارند، همچنین ازنظر ازدواج و مسئولیت‌های خانوادگی تقریباً هم سطح افراد طبیعی هستند.به عنوان یک گروه نجات یافتگان از بیماری فلج اطفال افرادی قابل با انگیزه‌ای هستند که استانداردهای بالایی همانند دیگران نسبت به خود دارند.

## ارزیابی
به علت متعدد بودن مشکلات بیماران پس از فلج اطفال، لازم است در ارزیابی از آن‌ها یک تیم متشکل از پزشک، کاردرمانگر ، فیزیوتراپیست و سایر ارگان‌های اجتماعی همکاری داشته باشند و موارد زیر در ارزیابی مد نظر است:
- ارزیابی روانی-اجتماعی[۶]
- ارزیابی عملکرد(Function)، راه رفتن(Gait) و نیازهای ارتوتیک[۷]
- ارزیابی قدرت(Strength) و تحمل(Endurance) گروه‌های عضلانی اصلی

علایم سندرم پس از فلج اطفال ممکن است با نشانه‌های بیماری ALS (آمیوتروفیک لترال اسکلروزیس)که در این بیماری عضلات به‌طور پیشرونده‌ای ضعیف می‌گردند، گیج‌کننده باشد.در هر بیمار فلج اطفال در طی ارزیابی دقیق بایستی ALS را رد کرد.

## درمان بالینی
اگر در ارزیابی ضعف ناشی از عدم استفاده بوده و بیمار غیرفعال است روش درمانی عبارت است از یک برنامه منظم و دقیق از تمرینات پیشرونده که متناسب با ارزیابی است.در بیمارانی که ضعف ناشی از استفاده بیش از اندازه باشد، تغییر روش زندگی به صورت استراحت بیشتر، کاهش استرس و حمایت بهتری از عضلات ضعیف شده در بسیاری از بیماران منجربه بهبودی می‌گردد.
در تمرین درمانی بیماران، تمرینات باید هم از لحاظ فیزیکی و هم ازنظر روانی راحت و بی خطر باشند.نکته دیگر این است تمرینات در عضلات درگیر کوتاه مدت ولی در عضلات غیردرگیر طولانی مدت باشد.یک روش مطلوب در تمرین که بسیاری از بیماران احساس راحتی می‌کنند شنا در استخر آب گرم است.
اصول اساسی درمان درد در بیماران پس از فلج اطفال شامل موارد زیر است:
- حمایت بیشتر از عضلات ضعیف
- اصلاح کردن مکانیک غیرطبیعی بدن
- تعدیل روش زندگی

## پیش آگهی
به‌طور کلی، PPS تهدیدکننده حیات نیست.سیر علایم بیمار پس از فلج اطفال در کل خوش خیم است.اگر مشکل تنفسی و اختلالی در عمل بلع وجود نداشته باشد، مسئله تهدید کننده‌ای برای حیات وجود ندارد.این بیماران در طیفی قرار می‌گیرند که در طرف خوب آن بیمارانی هستند که علایم کمتر و ضعف خفیف دارند و طرف دیگر آن افرادی هستند که ضعف شدید، افسردگی، انزوای اجتماعی و اختلال عملکرد دارند.